# Jeneč
Jeneč (en allemand : Groß Jentsch) est une commune du district de Prague-Ouest, dans la région de Bohême-Centrale, en République tchèque. Sa population s'élevait à 1 288 habitants en 2020.

## Géographie
Jeneč se trouve à 4 km à l'ouest de Hostivice et à 16 km à l'ouest du centre de Prague.
La commune est limitée par Hostouň et Dobrovíz au nord, par Hostivice à l'est et au sud-est, par Chýně au sud, et par Červený Újezd à l'ouest.

## Histoire
La première mention écrite de la localité date de 1239.